# Miku Tanabe
Pour les articles homonymes, voir Tanabe.
Miku Tanabe (田名部生来, Tanabe Miku, née le 2 décembre 1992 à Ōmihachiman, au Japon) est une chanteuse et idole japonaise, membre du groupe de J-pop AKB48 (team K). Elle débute en 2007 avec la team B.